# Danny Faure
 (octobre 2020).
Si vous disposez d'ouvrages ou d'articles de référence ou si vous connaissez des sites web de qualité traitant du thème abordé ici, merci de compléter l'article en donnant les références utiles à sa vérifiabilité et en les liant à la section « Notes et références ».
Danny Faure, né le 8 mai 1962 à Kilembe (Ouganda), est un homme d'État seychellois.
Plusieurs fois ministre, il devient vice-président de la république des Seychelles en 2010. Six ans plus tard, il succède à James Michel comme président de la République, à la suite de la démission de celui-ci. Il quitte ses fonctions après avoir été battu par Wavel Ramkalawan à l'élection présidentielle de 2020.

## Biographie
Danny Faure naît de parents seychellois dans la ville de Kilembe, dans l’ouest de l’Ouganda. Il termine ses études primaires et secondaires aux Seychelles, puis étudie dans une université à Cuba, où il obtient un diplôme en science politique.
En 1985, à l'âge de 23 ans, il commence à travailler comme assistant du curriculum au ministère de l'Éducation des Seychelles. Il est également conférencier au Service national de la jeunesse et à l'École polytechnique des Seychelles.
En 1993, à la suite du retour de la démocratie multipartite dans le pays insulaire, Faure devient chef des affaires du gouvernement à l'Assemblée nationale, poste qu'il occupe jusqu'en 1998. Cette année-là, il est nommé ministre de l'Éducation.
Au fil des ans, il exerce plusieurs fonctions ministérielles : Jeunesse, Finances, Commerce et Industries, Administration publique et Technologies de l’information et de la communication.
En 2006, il est nommé ministre des Finances par le président James Michel. Les Seychelles entreprennent alors une série de réformes économiques recommandées par le Fonds monétaire international. Danny Faure supervise les réformes de la première génération, qui ont lieu entre 2008 et 2013.
Il devient vice-président de la république le 1er juillet 2010, tout en conservant le portefeuille financier.
Le 27 septembre 2016, le président James Michel annonce sa démission, avec effet au 16 octobre. L'annonce coïncide avec l'élection d'une majorité d'opposition à l'Assemblée nationale. Danny Faure prête donc serment comme président de la république le 16 octobre 2016.
Candidat des Seychelles unies à l'élection présidentielle, Danny Faure obtient 43,5 % des voix, contre 54,9 % pour Wavel Ramkalawan (Parti national des Seychelles-Union démocratique seychelloise).

## Vie privée
Danny Faure est père de quatre filles et d'un fils. En 2021, il se marie à Shermin Rudie Faure.